# Christof Moser (Musiker)

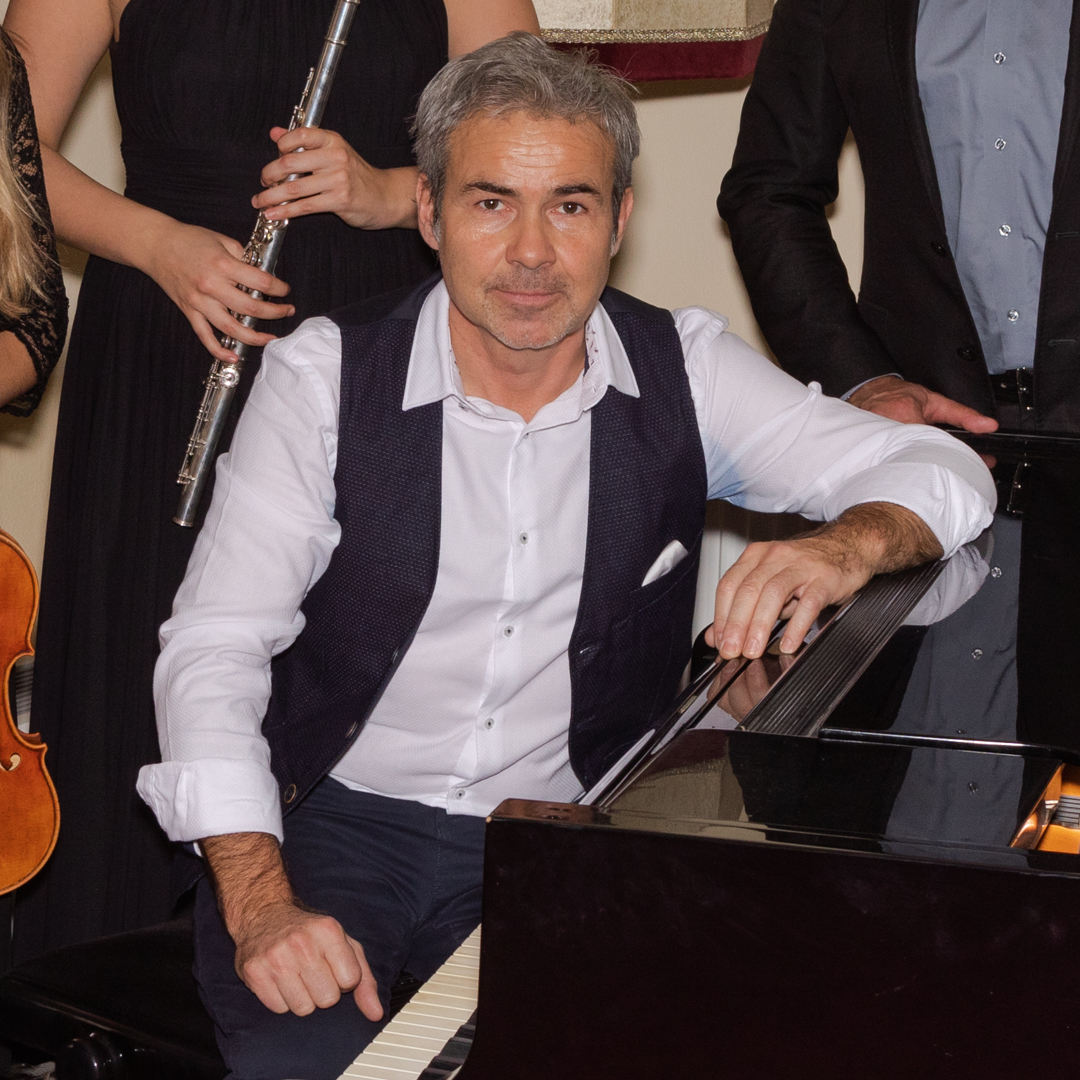
Christof Moser im Palais Palffy in Wien, 2018

Christof Moser (* 7. Januar 1964 in Feldkirch, Vorarlberg) ist ein österreichischer Pianist und Komponist und Musikpädagoge. Seit 1995 lehrt er an der Universität für Musik und darstellende Kunst Wien.

## Leben und Wirken
Christof Moser wurde in Feldkirch als eines von sechs Kindern einer musikbegeisterten Familie geboren. Seine Mutter war über 60 Jahre Organistin in Nenzing, der Vater war als Leiter eines Männerchors und verschiedener Kinderchöre tätig.
Er erhielt Klavierunterricht an der Musikschule in Feldkirch, den er am Vorarlberger Landeskonservatorium bei Jacek Lukaszczyk fortsetzte. Mit Beethovens Klavierkonzert Nr. 1 feierte Christof Moser 1981 im Rahmen des Solisten-Orchesterkonzerts des Vorarlberger Landeskonsveratoriums sein Debüt in der Stadthalle von Feldkirch. Moser bildete sich im Jazzseminar in Dornbirn bei Rolf Aberer und Benny Gleeson weiter. 1991 gewann er mit der Rockgruppe „Do it yourself“ gemeinsam mit seinen Bandkollegen Gerold Moser, Martin Böhm, Lukas Schiske und Hans-Peter Lechner den Kulturpreis der Stadt Feldkirch in der Höhe von 50.000 Schilling. Mit „Do it yourself“ gewann er in weiterer Folge im selben Jahr auch das Österreich/Osteuropa-Finale des „Yamaha-Band-Explosion-Wettbewerbs“ und konnte dadurch das Deutschland/Schweiz/Österreich-Finale in Köln am 22. September 1991 erreichen.
Nach dreijähriger Tätigkeit als Klavierpädagoge an der Musikhauptschule in Thüringen und der Musikvolksschule in Bludesch wechselte er nach Wien, wo er sein Klavierstudium an der Hochschule für Musik und darstellende Kunst fortsetzte. Nach Abschluss des Studiums war er am Wiener Bundesgymnasium und Bundesrealgymnasium 23 als Musikerzieher tätig. Die berufliche Laufbahn führte ihn weiter an die heutige Pädagogische Hochschule Wien und an die Universität für Musik, wo er seit 1995 in der Lehre tätig ist. Aktuell ist er als außerordentlicher Universitätsprofessor am Ludwig van Beethoven Institut für Klavier und Cembalo in der Musikpädagogik der Universität für Musik und darstellende Kunst Wien tätig.

### Musikalische Karriere
Christof Moser ist neben seiner Lehrtätigkeit als Leiter verschiedener Seminare und Workshops in den Bereichen Klavier, Keyboards und Ensemble tätig, u. a. für den Österreichischen Kulturservice (ÖKS), Kulturkontakte, den Österreichischen Bundesverlag, den Stadtschulrat Wien, das Pädagogisches Institut Wien und Tirol und Musik ohne Grenzen.
Seine Musik ist gekennzeichnet durch musikalische Grenzüberschreitungen. Er komponiert und spielt experimentelle Rockmusik, spielt Piano, Hammond-Orgel, Mellotron oder Synthesizer in mehreren Rockbands, so auch in seinen eigenen Bands Exodus und Do It Yourself. Er komponierte Filmmusiken (Der Fremde, Universum Mostviertel, Adagio in White, Viola) und andere Auftragskompositionen.
Er führte zusammen mit seinem Klavierpartner Michael Hruby Michael Amanns  ... für 2 Klaviere im Bösendorfer-Saal im Wiener Mozarthaus erstmals auf. 2005 spielte er im Wiener Konzerthaus in einer Besetzung von Klavier und Schlagzeug und gründete 2006 das Kammermusik-Duo pianodrum, das Musikstücke für Klavier und Schlagzeug produziert und aufführt. Neben Konzerten im In- und Ausland erfolgte die erste CD-Veröffentlichung bei Gramola im Herbst 2010 mit den Schlagzeugern Chester Thompson, Mario Lackner, Alex Dostal und Bernard Galane. Das Repertoire von pianodrum reicht von Bearbeitungen barocker Werke bis zu unterhaltsamer Ambient-Musik-Lounge-Musik.
Moser spielt in diversen Kammermusikensembles und gab Konzerte unter Mitwirkung von Rainer Honeck, Markus Meyer, Hyung-ki Joo, Luca Lombardo. Er beteiligte sich an Pop-Rockmusik-Projekten mit Betty S, Maria Petrova, Sumitra Nanjundan, Steven Moser, Leni Lust, kjukoon, The Lamb Lies Down On Broadway (Genesis), Inzeption, Love Zeppelin, Little Big Family. Studioaufnahmen nahm er vor mit pianodrum, Exodus, Do It Yourself,  Violetta Parisini, Reinhold Bilgeri, EAV, Tenor Laszlo. Für den Wiener Fußballverein SK Rapid Wien komponierte Moser bereits 1995 als Auftragswerk dessen Vereins-Hymne.